# Ommeray
Ommeray és un municipi francès, situat al departament del Mosel·la i a la regió del Gran Est. L'any 2007 tenia 101 habitants.

## Demografia

### Població
El 2007 la població de fet d'Ommeray era de 101 persones. Hi havia 48 famílies, de les quals 16 eren unipersonals (16 dones vivint soles i 16 dones vivint soles), 16 parelles sense fills, 12 parelles amb fills i 4 famílies monoparentals amb fills.
La població ha evolucionat segons el següent gràfic:
Habitants censats

### Habitatges
El 2007 hi havia 64 habitatges, 47 eren l'habitatge principal de la família, 7 eren segones residències i 9 estaven desocupats. 61 eren cases i 3 eren apartaments. Dels 47 habitatges principals, 42 estaven ocupats pels seus propietaris, 4 estaven llogats i ocupats pels llogaters i 1 estava cedit a títol gratuït; 7 tenien tres cambres, 14 en tenien quatre i 26 en tenien cinc o més. 27 habitatges disposaven pel capbaix d'una plaça de pàrquing. A 23 habitatges hi havia un automòbil i a 15 n'hi havia dos o més.

### Piràmide de població
La piràmide de població per edats i sexe el 2009 era:
| Homes | Edats   | Dones |
| ----- | ------- | ----- |
| 0     | 95 o +  | 0     |
| 0     | 90 a 94 | 0     |
| 1     | 85 a 89 | 3     |
| 0     | 80 a 84 | 1     |
| 6     | 75 a 79 | 6     |
| 7     | 70 a 74 | 8     |
| 5     | 65 a 69 | 6     |
| 2     | 60 a 64 | 3     |
| 0     | 55 a 59 | 1     |
| 1     | 50 a 54 | 1     |
| 4     | 45 a 49 | 0     |
| 6     | 40 a 44 | 5     |
| 4     | 35 a 39 | 3     |
| 3     | 30 a 34 | 5     |
| 0     | 25 a 29 | 2     |
| 3     | 20 a 24 | 1     |
| 2     | 15 a 19 | 3     |
| 4     | 10 a 14 | 2     |
| 3     | 5 a 9   | 2     |
| 4     | 0 a 4   | 3     |

## Economia
El 2007 la població en edat de treballar era de 53 persones, 42 eren actives i 11 eren inactives. De les 42 persones actives 39 estaven ocupades (22 homes i 17 dones) i 3 estaven aturades (1 home i 2 dones). De les 11 persones inactives 2 estaven jubilades, 5 estaven estudiant i 4 estaven classificades com a «altres inactius».
Activitats econòmiques
L'any 2000 a Ommeray hi havia 3 explotacions agrícoles.

## Poblacions més properes
El següent diagrama mostra les poblacions més properes.